# أنطونيو كوستا بينتو
أنطونيو كوستا بينتو (بالبرتغالية: António Costa Pinto) هو مؤرخ برتغالي، ولد في 1953 في لشبونة في البرتغال.